# 1999–2000-es magyar női vízilabda-bajnokság
Az 1999–2000-es magyar női vízilabda-bajnokság a tizenhetedik magyar női vízilabda-bajnokság volt. A bajnokságban nyolc csapat indult el, a csapatok két kört játszottak.
A Kecskeméti VSC új neve Kecskeméti Villanó Fókák lett.

## Tabella
| #  | Csapat                      | M  | Gy | D | V  | G+  | G-  | P  |
| -- | --------------------------- | -- | -- | - | -- | --- | --- | -- |
| 1. | Hungerit-Carnex-Szentesi VK | 14 | 14 | 0 | 0  | 219 | 62  | 28 |
| 2. | BVSC-TBÉSZ                  | 14 | 11 | 1 | 2  | 169 | 98  | 23 |
| 3. | Dunaújvárosi VSE            | 14 | 10 | 1 | 3  | 164 | 80  | 21 |
| 4. | BEAC                        | 14 | 8  | 0 | 6  | 110 | 79  | 16 |
| 5. | Vasas SC                    | 14 | 4  | 0 | 10 | 74  | 136 | 8  |
| 6. | Kecskeméti Villanó Fókák    | 14 | 4  | 0 | 10 | 122 | 160 | 8  |
| 7. | ÚVMK Eger                   | 14 | 3  | 0 | 11 | 71  | 186 | 6  |
| 8. | OSC                         | 14 | 1  | 0 | 11 | 52  | 180 | 2  |

* M: Mérkőzés Gy: Győzelem D: Döntetlen V: Vereség G+: Dobott gól G-: Kapott gól P: Pont
A bajnok Szentes játékoskerete: Arató Judit, Drávucz Rita, Győri Eszter, Kádár Noémi, Kisteleki Dóra, Makra Melinda, Molnár Anett, Pengő Ágnes, Rozgonyi Eszter, Sipos Edit, Stieber Mercédesz, Szabó Bernadett, Szremkó Krisztina, Tari Györgyi, Tóth Gabriella, Tóth Noémi, Varga Zita, Vér Adrienn, Waszlawszky Krisztina, edző: Tóth Gyula

## A góllövőlista élmezőnye
|     | Gól | Játékos           | Csapat      |
| --- | --- | ----------------- | ----------- |
| 1.  | 64  | Primász Ágnes     | Dunaújváros |
| 2.  | 50  | Kisteleki Dóra    | Szentes     |
| 3.  | 49  | Valkai Ágnes      | Kecskemét   |
| 4.  | 46  | Dancsa Katalin    | BVSC        |
| 5.  | 40  | Drávucz Rita      | Szentes     |
| 6.  | 36  | Bódi Anett        | BEAC        |
|     | 36  | Tóth I. Andrea    | BEAC        |
| 8.  | 30  | Pelle Anikó       | BVSC        |
| 9.  | 28  | Tiba Zsuzsanna    | Dunaújváros |
| 10. | 23  | Győri Eszter      | Szentes     |
|     | 23  | Stieber Mercédesz | Szentes     |